# Román Shirókov
Román Nikoláyevich Shirókov (en ruso: Роман Николаевич Широков; Dedovsk, Unión Soviética, actual Rusia, 6 de julio de 1981) es un exfutbolista ruso. Jugaba de defensa y su último equipo fue el PFC CSKA Moscú.

## Biografía
Shirókov, que juega normalmente de defensa aunque a veces actúa de centrocampista, empieza su carrera futbolística en las categorías inferiores del CSKA Moscú. En 2001 firma un contrato profesional con el FC Moscú.
Al año siguiente ficha por el FC Istrá, donde permanece tres temporadas, a excepción de unos meses en los que juega en el FC Vídnoe.
En la temporada 2005-06 juega en el FC Saturn.
Al año siguiente ficha por el FC Rubín Kazán. Nada más ficharlo el equipo decide cederle unos meses a su antiguo club, el FC Istrá.
En enero de 2007 el FC Jimki paga 200.000 euros por hacerse con sus servicios.
En 2008 llega a su actual equipo, el Zenit de San Petersburgo. Con este equipo se proclama campeón de la Copa de la UEFA 2007-08, derrotando en la final al Glasgow Rangers por dos goles a cero. Ese mismo año también gana la Supercopa de Rusia.

## Selección nacional
Ha sido internacional con la selección de fútbol de Rusia en cuatro ocasiones. Su debut como internacional se produjo el 26 de marzo de 2008 en un partido amistoso contra Rumania.  
Fue convocado para participar en la Eurocopa de Austria y Suiza de 2008. Salió como titular en el primer partido que su selección disputó en el torneo (España 4 - 1 Rusia).

## Clubes
| Club                     | País  | Año       |
| ------------------------ | ----- | --------- |
| FC Moscú                 | Rusia | 2001-2002 |
| FC Istrá                 | Rusia | 2002-2004 |
| FC Vídnoe                | Rusia | 2004      |
| FC Istrá                 | Rusia | 2004-2005 |
| FC Saturn                | Rusia | 2005-2006 |
| FC Istrá                 | Rusia | 2006      |
| FC Rubín Kazán           | Rusia | 2006-2007 |
| FC Jimki                 | Rusia | 2007-2008 |
| FC Zenit San Petersburgo | Rusia | 2008-2014 |
| FC Krasnodar             | Rusia | 2014      |
| FC Spartak de Moscú      | Rusia | 2015      |
| FC Krasnodar             | Rusia | 2015      |
| FC Spartak de Moscú      | Rusia | 2016      |
| PFC CSKA Moscú           | Rusia | 2016      |

## Títulos
- 1 Copa de la UEFA (Zenit San Petersburgo, 2008)
- 1 Supercopa de Rusia (Zenit San Petersburgo, 2008)